# Polly Findlay
Polly Findlay (* 1982 in London) ist eine britische Theaterregisseurin, die 2011 für Derren Browns Svengali den Olivier Award für beste Unterhaltung gewann. Sie hat sieben Produktionen für das National Theatre inszeniert und vier für die Royal Shakespeare Company, wo sie als Associate Artist tätig ist.

## Leben und Arbeit
Polly Findlay wuchs in Wandsworth auf und begann schon als Kind in einigen Produktionen der Royal Shakespeare Company mitzuspielen. Sie studierte englische Literatur am Exeter College der Universität Oxford, schloss ihr Studium 2004 ab und studierte anschließend Regie an der London Academy of Music and Dramatic Art.
Nach Abschluss ihres Studiums begann sie, Dramen und Komödien am Arcola Theatre, am Bush Theatre, am Lyric Theatre und am Sadler’s Wells Theatre zu inszenieren. Ihren Erfolg feierte sie 2011 mit einer gefeierten Inszenierung von „Antigone“ am Nationaltheater; im selben Jahr gewann sie den Laurence Olivier Award für ihre Regie bei einem Stück von Derren Brown. Im Jahr 2015 begann sie als Regisseurin für die Royal Shakespeare Company zu arbeiten und leitete eine Produktion von „Der Kaufmann von Venedig“. Sie führte auch Regie bei „The Alchemist“ und „Macbeth“ für das RSC.
In den folgenden Jahren inszenierte sie Miss Brodies Shining Years im Donmar Warehouse mit Lia Williams im Jahr 2017, Rutherford and Son am National Theatre im Jahr 2019, A Number mit Roger Allam und Colin Morgan im Bridge Theatre im Jahr 2020, Copenhagen am Theatre Royal in Bath mit Haydn Gwynne im Jahr 2021 und das Musical Assassins in Chichester im Jahr 2023.
International inszenierte sie War Horse am Theater des Westens in Berlin und Miss Julie am Aarhus Theater in Aarhus.

## Filmografie (Auswahl)

### Regie
- 2012: National Theatre at Home: Antigone
- 2015: National Theatre at Home: Treausre Island
- 2016: National Theatre at Home: As You Like It